# Eleonora Amálie ze Schwarzenberka
Eleonora Amálie Magdalena ze Schwarzenbergu (20. června 1682 Vídeň – 5. května 1741 Vídeň) byla česká šlechtična z rodu Lobkowiczů, manželka Adama Františka ze Schwarzenbergu, kněžna ze Schwarzenbergu a vévodkyně krumlovská. Po smrti svého chotě byla od roku 1732 až do své smrti regentkou Schwarzenberského dominia za svého nedospělého syna knížete Josefa I. Adama.

## Život
Eleonora Amálie Magdalena se narodila 20. června 1682 nikoliv na Mělníce, jak se často mylně uvádí, nýbrž ve Vídni. Pokřtěna byla v kapli císařského letohrádku Favorita. Křest je zaznamenán v matrice farního kostela sv. Michaela ve vídeňském Vnitřním městě. Ověřená kopie z matriky křtů je uchována ve Státním oblastním archivu v Třeboni. Byla nejstarší dcerou knížete Ferdinanda Augusta z Lobkowicz, vévody zaháňského (1655–1715) a jeho druhé manželky Marie Anny Vilemíny markraběnky Bádenské (1655–1701), dcery markraběte Viléma Bádenského (1593–1677) a jeho druhé choti Marie Magdaleny hraběnky z Oettingen-Baldernu (1619–1688), pošlé z katolické větve starožitného franko-švábského rodu.
Dne 13. prosince 1701 byla ve Vídni provdána za dědičného prince (od roku 1690) Adama Františka Karla Eusebia ze Schwarzenbergu, pozdějšího 3. knížete ze Schwarzenbergu (od roku 1703) a 8. vévodu Krumlovského (od roku 1723), druhorozeného syna knížete Ferdinanda Viléma Eusebia (1652–1703) a Marie Anny hraběnky ze Sulzu (1653–1698), původem ze starožitného jihoněmeckého rodu. Manželské soužití bylo od počátku obtížné. Adam František pobýval totiž během kavalírské cesty u příležitosti Svatého roku 1700 v Římě, kde se v domě Leopolda Josefa hraběte z Lambergu (1654-1706), velvyslance vídeňského dvora ve Vatikánu, seznámil s jeho neteří Marií Karolínou z Althannu (1684-1734) a aniž by uvědomil otce, začal vyjednávat zásnuby. Kníže Ferdinand podpořený autoritou císaře Leopolda I. však manželský slib daný bez jeho souhlasu nechal v červenci 1701 prohlásit za neplatný. Krátce na to zasnoubil syna s Lobkovicovnou.
První potomek, dcera Marie Anna (1706–1755), se narodila až roku 1706, tedy pět let po svatbě. Další těhotenství se dostavilo teprve roku 1709, skončilo však potratem. Přestože Adam František jako jediný zástupce rodu po meči nutně potřeboval syna, došlo roku 1710 k téměř dvanáct let trvající krizi, během níž byla Eleonora Amálie kvůli podezření z nevěry vykázána svým chotěm z Vídně. Skutečný motiv roztržky byl zřejmě mnohem prozaičtější: Ze smluvně zaručeného věna Lobkovicovny ve výši 20 000 zlatých bylo za života jejího otce vyplaceno pouze 3 000 zlatých. Složení zbytku muselo být vynuceno soudní cestou. Eleonora Amálie se musela uchýlit ke svému otci a mezi Lobkovici a Schwarzenberky započala korespondenční válka. Adam František mezitím získal u císařského dvora významné postavení, a proto si již nemohl dovolit držet manželku ve vyhnanství. Proto Eleonoru Amálii v roce 1711 přijal zpět a jako sídlo jí určil polorozpadlý zámek v Chřešťovicích. Teprve s nástupem zimy se mohla přesunout na zámek v Hluboké nad Vltavou, ale byla zde pod bedlivým dohledem sloužících, kteří vše museli hlásit Adamu Františkovi. Vídeň jí ovšem byla i nadále zapovězena. Ačkoliv jsou známy zprávy o častých návštěvách metres v Adamově ložnici, objevují se rovněž zprávy o postupném zlepšování vztahů mezi manžely. Prvním náznakem byly Adamovy častější návštěvy na zámku na Hluboké, kde se postupně znovu probouzel společenský život. Především v době honů a štvanic, které si manželé velmi oblíbili, se na zámek sjížděla společenská elita.
Skutečnost, že se situace mezi nimi i nadále vylepšovala, ukázala následující léta. V roce 1719 zemřela bezdětná Marie Ernestina z Eggenberku a veškerý její majetek zdědil Adam František, čímž se stal jedním z nejbohatších šlechticů ve střední Evropě. Poté, co Eleonora Amálie výhodně provdala dceru Marii Annu za markraběte Jiřího Ludvíka Bádenského jí manžel dovolil přesídlit na Krumlov, nové hlavní sídlo Schwarzenbergů a vztah páru se postupně zlepšoval. Roku 1722 se narodil dědičný princ Josef Adam. Ačkoliv se později všeobecně tradovalo, že k početí došlo po náhodném setkání u hrobu (tehdy) blahoslaveného Jana Nepomuckého v katedrále sv. Víta na Pražském hradě, skutečnost musíme hledat někde jinde. I v době vzájemného odloučení totiž mezi manželi docházelo k intimním setkáním, jak nám dokládá dochovaná korespondence. Z ní ostatně také vyplývá, že Eleonora Amálie v těhotenství doufala již v letech 1712 a 1715, tehdy ovšem ještě marně. Ve vliv Jana Nepomuckého zřejmě věřili i Schwarzenberkové, neboť na jeho počest nechali v farním kostele v Českém Krumlově vysvětit kapli. Kromě toho jej vybrali za rodového patrona. I jejich zásluhou došlo v roce 1729 k jeho svatořečení.

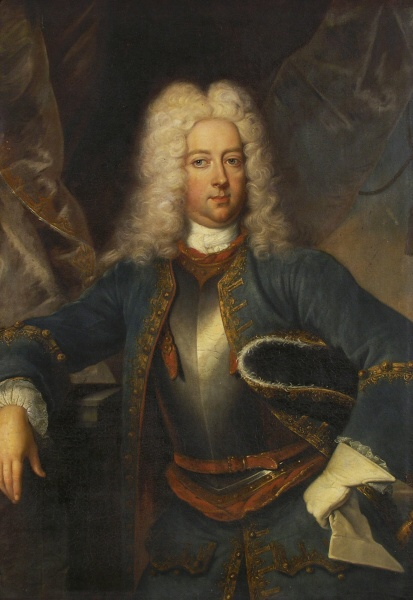
Adam František ze Schwarzenbergu

Obnovené soužití však trvalo jen deset let. V červnu 1732 měl do Českého Krumlova dorazit v doprovodu Adama Františka císařský pár. V Krumlově na ně již čekala Eleonora Amálie a Josef Adam. Sem však dorazil pouze zvláštní posel se zprávou, že císař Karel VI. při lovu u Brandýsa nad Labem jejího manžela nešťastnou náhodou smrtelně zranil. Krátkozraký císař se totiž domníval, že střílí po jelenovi, ve skutečnosti však vystřelil na nejvyššího štolbu (funkce, kterou Adam František na císařském dvoře zastával). Další události nám přibližují zápisy v císařově deníku. Když císař zjistil, co svojí neopatrností provedl, chtěl knížete navštívit. Ten však byl mezitím dopraven do brandýského zámku a císaři bylo doporučeno, aby se vrátil do Prahy. Císař tedy do Brandýsa poslal alespoň svého dvorního lékaře, ale ani ten nedokázal knížeti pomoci. Karel VI. v reakci na to začal používat lorňon se sedmi dioptriemi.
Jelikož Josef Adam byl v této době ještě nezletilý, převzala správu panství jeho matka Eleonora Amálie. Z důvodu vyčerpané rodové pokladny, zatížené stavebními pracemi jejího manžela, se rozhodla usadit na českokrumlovském zámku, zatímco její syn pobýval nadále ve Vídni, kde se mu dostávalo vzdělání. Kromě vyprázdněné pokladny, se ozývaly i zdravotní problémy. Ačkoliv máme doloženou její účast na honu v roce 1735, kdy se jí podařilo skolit medvěda, zůstávala kněžna stále častěji na zámku. Mimo zámek jezdívala již jen do lázní v Karlových Varech nebo na návštěvy za synem do Vídně.
Během jedné z těchto návštěv kněžna Eleonora Amálie Magdalena ze Schwarzenberka, kněžna z Lobkovic v květnu 1741 v necelých šedesáti letech zemřela, patrně na rakovinu slinivky a dělohy. Tělo bylo následně převezeno do Českého Krumlova a uloženo pod kapli sv. Jana Nepomuckého v kostele sv. Víta. Večer se ze zámku vydal pohřební průvod, přičemž prostou nezdobenou rakev nesla chudina. Po obřadech byl vchod do pohřebního sklípku zapečetěn náhrobním kamenem.
Žulový náhrobní kámen zhotovil v roce 1742 kameník Matyáš Plansker. Na něm je nápis:Hier liegt die arme Sünderin Eleonora. Bittet für sie. Obiit die 5. may A. 1741, v překladu Zde leží ubohá hříšnice Eleonora. Proste za ní. Zemřela dne 5. května roku 1741. Německou část nápisu si určila sama kněžna. Dále si přála, aby její srdce spočinulo vedle srdce jejího chotě. I to bylo vyplněno a je uloženo v kapli sv. Jana Nepomuckého, pod kterou je její tělo pochováno, ve speciálním výklenku vlevo.

## Upírská legenda

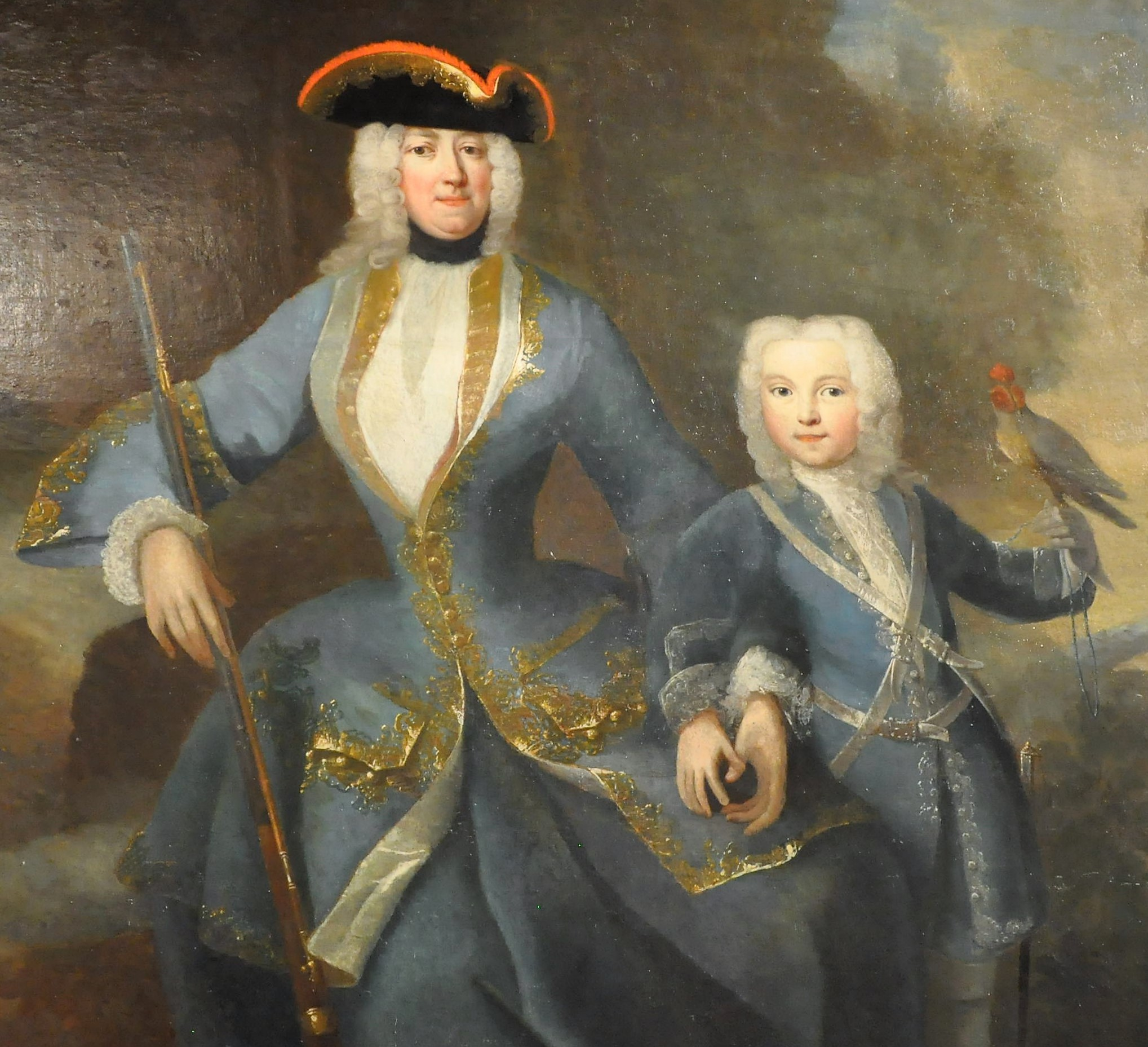
Kněžna a vévodkyně Eleonora Amálie se svým synem Josefem I. Adamem v roce 1727

S upírskou legendou okolo Eleonory Amálie přišel až současný vídeňský profesor mediálních studií Rainer Köppl. Ten představil teorií, že jako předloha pro hraběte Draculu posloužila irskému spisovateli Bramu Stokerovi kněžna, žijící na počátku 18. století ve střední Evropě. Na základě archeologických výzkumů v Krumlově pak dospěl k závěru, že touto osobou byla právě Eleonora Amálie. Ta podle něho na Krumlově chovala vlky a pila jejich mléko.
Jeho teorie však podle jiných výzkumů nestojí na pevných podkladech. Například v době, kdy měla Eleonora Amálie chovat na krumlovském zámku vlky a "jejich vytí se mělo ozývat celým městem", Eleonora Amálie v žádném případě na krumlovském zámku nepobývala. Jejím sídlem byla v oné době Hluboká a na Krumlov se přemístila až později. U dalších profesorových tvrzení, o které opíral své závěry, se jasně prokázalo, že se jedná o autorovy smyšlenky či chybnou interpretaci dobových zvyklostí.
Je nicméně prokázáno, že Eleonara Amálie byla na svou dobu velmi emancipovanou ženou, což po smrti jejího manžela vzbuzovalo ve vyšších kruzích značnou nevoli. Ráda lovila a dokonce kouřila tabák. Zároveň se potýkala s dlouhodobou a těžkou nemocí, načež hledala pomoc u nejrůznějších léčitelů. Církev ji proto považovala za podezřelou a byla dokonce sledována.
Fakt, že si Eleonora Amálie výslovně přála, aby byla po smrti pohřbena ve velmi prostém hrobě s nápisem "Zde leží ubohá hříšnice Eleonora. Modlete se za ni." spolu s vyobrazením lebky se skříženými hnáty (symbol rčení Pamatuj na smrt), je obecně pokládán za projev její hluboké zbožnosti. Vyznavači upírské teorie však právě toto považují za jasný důkaz jejího upírství.

### Filmová zpracování
V roce 2011 vznikl televizní dokument The Vampire Princess (český Upíří princezna), který novodobou myšlenku Rainera Köppla, že Eleonora Amálie byla skutečně upírkou, popularizuje. Dokument zaznamenal celoevropský úspěch.